# Evolis
 (juillet 2016).
Evolis est une entreprise française fabricante de systèmes de personnalisation et d’émission décentralisée de cartes plastiques,. Le siège social et l'usine de production se situent près d'Angers.

## Histoire
Evolis a été créée en 1999, par Emmanuel Picot, PDG, Cécile Belanger, vice-présidente, Didier Godard, Yves Liatard et Serge Olivier.  
En 2006, Evolis fait son introduction en bourse sur la plateforme Alternext d'Euronext Paris. À la suite de cette introduction en bourse et grâce aux moyens financiers récoltés, Evolis ouvre une succursale à Singapour.
En 2009, Evolis ouvre un bureau de vente à Shanghai, en Chine. Evolis rachète en 2013 l'année suivante 70 % de l'entreprise indienne Rajpurohit Cardtec et la transforme en succursale, appelée Evolis India.
Dans le courant de l'année 2014, Evolis finalise l'acquisition de Detraplast et intègre les équipes et les équipements de plasturgie à son site de production à Beaucouzé,,. En 2014, Evolis prend une participation majoritaire dans CardPresso, une société portugaise spécialisée dans la conception de logiciels,.
L'entreprise réalise 90 % de son chiffre d'affaires à l'exportation en 2018.